# Ab Kettleby
Ab Kettleby – wieś w Anglii, w hrabstwie Leicestershire, w dystrykcie Melton. Leży 24 km na północny wschód od miasta Leicester i 154 km na północ od Londynu. W 2001 miejscowość liczyła 501 mieszkańców.